# Chloroclystis katherina
Chloroclystis katherina är en fjärilsart som beskrevs av Robinson 1975. Chloroclystis katherina ingår i släktet Chloroclystis och familjen mätare. Inga underarter finns listade i Catalogue of Life.